# I Was Made for Lovin' You
«I Was Made for Lovin' You» es una canción de la banda estadounidense de rock Kiss, incluida en su octavo trabajo de estudio, Dynasty. Sus compositores fueron el guitarrista y vocalista Paul Stanley, su amigo Desmond Child y el productor del disco, Vini Poncia. Stanley, quien comenzó su escritura tras pasar varias noches en la discoteca Studio 54, orientó su sonido hacia la música disco, algo que disgustó a sus compañeros y a algunos de sus aficionados. El batería Peter Criss no participó en la grabación y le reemplazó Anton Fig, mientras que el bajista Gene Simmons confesó no tocar el bajo, algo que desmintió el propio Poncia.
Casablanca Records la publicó en 1979 como primer sencillo del álbum y se convirtió en uno de sus mayores éxitos comerciales a nivel mundial al alcanzar el primer puesto en las listas de Argentina, Bélgica, Canadá, Nueva Zelanda y los Países Bajos, y llegar a la undécima posición del Billboard Hot 100 estadounidense, la mejor para el conjunto desde la séptima alcanzada por la balada «Beth». Por otra parte, la opinión de los críticos y de los aficionados fue dividida. Además de su impacto en las listas de sencillos, ha aparecido en series de televisión y películas, y ha sido versionada por diversos artistas y bandas.

## Trasfondo
Hacia 1979, Kiss llevaba dos años sin grabar un álbum de estudio, pues durante 1978 sus cuatro integrantes habían trabajado y editado en sus respectivos álbumes en solitario. Por aquella época, la popularidad de la música disco estaba en auge y el mánager Bill Aucoin quería un trabajo que apelara a una mayor audiencia, además su sello, Casablanca Records, era conocido como «el hogar» de la música disco, con artistas como Donna Summer y Village People. Mientras trabajaba en su álbum en solitario, el guitarrista Paul Stanley entabló amistad con Desmond Child, con el que empezó a componer canciones.

## Composición y grabación

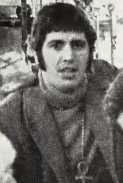
Vini Poncia fue el encargado de la producción, además de ser uno de sus compositores.

En aquellos momentos, Stanley era un asiduo del club Studio 54 y pensó que «podría escribir una canción igual a los vibrantes himnos disco que hacían sudar a la discoteca». El propio guitarrista recordó que Studio 54 era un lugar sórdido en el que había drogas y relaciones sexuales por todas partes y un día al llegar a casa programó una caja de ritmos a 126 RPM para comenzar su composición. Como él mismo destacó «me hace gracia que algunos fanes de Kiss consideren esta canción una versión saneada de la música disco, puesto que fue compuesta en lo que no dejaba de ser una casa de putas musical». Stanley, que se inspiró en una melodía del tema «Staning in the Shadow of Love» de Four Tops, se reunió posteriormente con Child en los estudios SIR en Manhattan, donde la banda ensayaba y durante uno de los descansos se sentaron en un piano de cola para continuar con la composición y como destacó Child, «sin ni siquiera una guitarra». Para las labores de producción el seleccionado fue Vini Poncia, que había trabajado en el álbum en solitario del batería Peter Criss, quien puso como condición que fuera este el productor o abandonaría el grupo. Finalmente, Stanley le mostró la canción a Poncia, quien completó el estribillo.
La grabación tuvo lugar a comienzos de 1979 en los estudios Electric Lady y Record Plant de Nueva York con Stanley como guitarrista y vocalista, Ace Frehley como guitarrista líder, Poncia como teclista y Anton Fig como percusionista. Peter Criss había sufrido un accidente automovilístico y ya que no podía tocar de la manera requerida por Poncia, la banda escogió a Fig, que había participado en el disco en solitario de Frehley, y que tuvo que emplear un metrónomo por el perfeccionismo del productor. Respecto al bajo, Gene Simmons reconoció dos décadas más tarde que no lo tocó en la canción y en su opinión «quien toca el instrumento no es la cuestión», aunque sí admitió grabar los coros. Poncia, sin embargo, contradijo la versión de este e incluso alabó su labor al bajo, además la revista Classic Rock relató que Simmons grabó las pistas de bajo en solo tres canciones del álbum, una de ellas, «I Was Made for Lovin' You». El bajista, de hecho, mostró su desdén cuando Stanley le dijo que los coros eran do do do do do-do do doooo: «Venga, vamos... yo hago “God of Thunder”».
Respecto a su estructura, está compuesta en la tonalidad de do con un tempo de 132 pulsaciones por minuto, mientras que el rango vocal de Paul Stanley se extiende desde si3 a si5. En cuanto a su letra, que trata sobre un tórrido romance nocturno, este último destacó que comienza con la línea «Tonight, I wanna give it all to you» —en español: Esta noche te lo voy a dar todo— que evoca a disfrutar del presente y pasarlo en grande como «toda la música que sonaba en Studio 54».

## Lanzamiento
Casablanca Records publicó «I Was Made for Lovin' You» como el primer sencillo del álbum Dynasty en mayo de 1979. La discográfica editó la versión original en vinilo de 7 pulgadas con «Hard Times», cantada y compuesta por Ace Frehley, como cara B y la versión extendida, remezclada por Jim Burgess en formato de 12 pulgadas orientada para las pistas de baile, con el tema «Charisma» de Gene Simmons como lado B.
A la canción le acompañó un vídeo musical grabado en el Savannah Civic Center, en Savannah, Georgia, el 20 de junio de 1979. Originalmente, la banda tenía programado un concierto en dicha ubicación, pero lo canceló debido a que apenas había vendido unas 700 entradas. En su lugar, aprovechó el escenario para grabar los vídeos de «I Was Made for Lovin' You» y «Sure Know Something» bajo la dirección y producción de John Goodhue.

## Recepción crítica

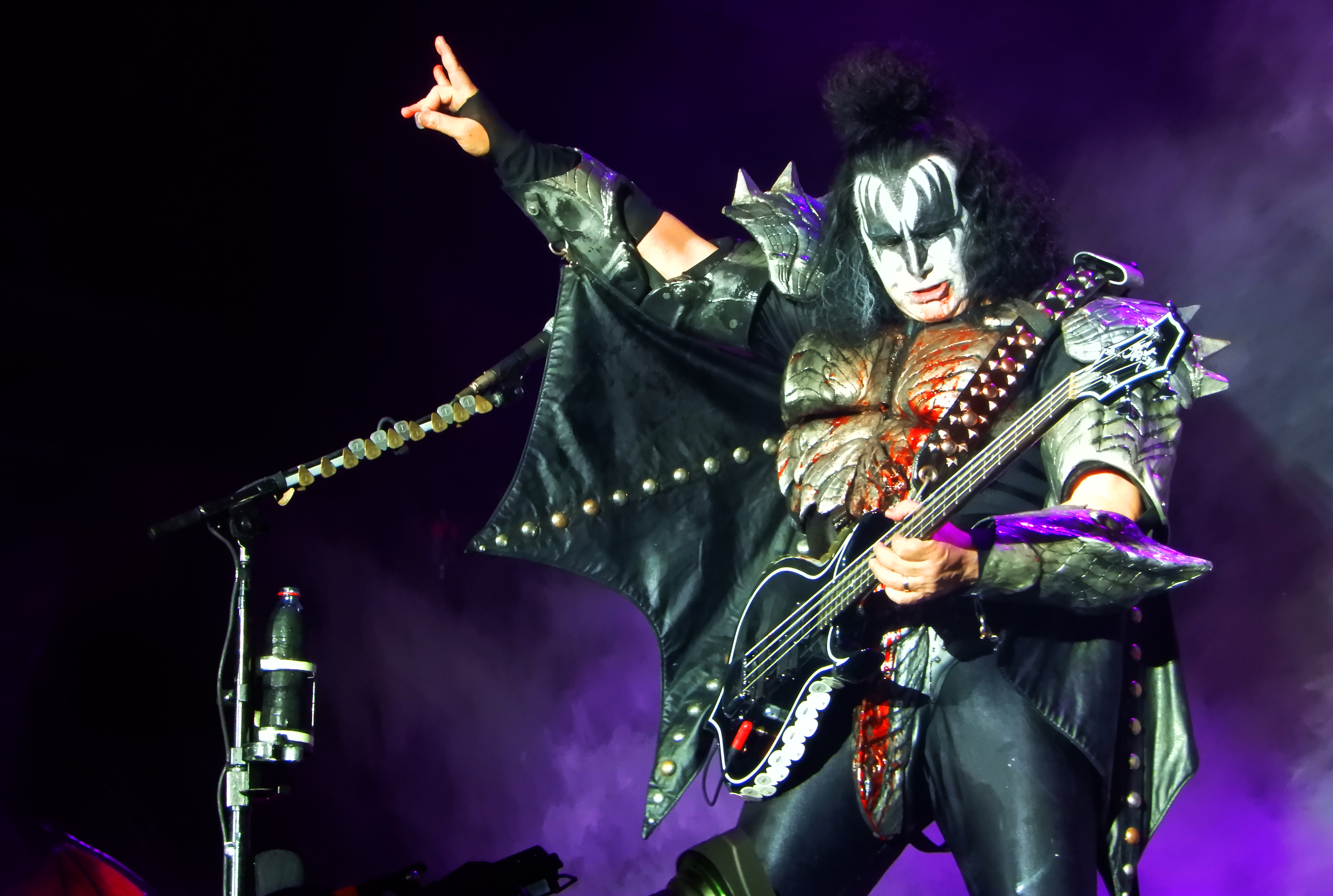
Gene Simmons, en la imagen, reconoció odiar interpretarla en directo.

En el momento de su lanzamiento, «I Was Made for Lovin' You» no recibió al afecto de los seguidores por abandonar el heavy metal, mientras que la crítica profesional emitió distintos tipos de reseñas, aunque la mayoría la destacaron como uno de los momentos determinantes del álbum. David Fricke de Rolling Stone admitió que los aficionados «exigirán saber por qué sus héroes, tras años de reunir a las tropas para la batalla contra la música disco y otras tonterías amenazantes, han dado marcha atrás». Terry Hazlett del periódico Observer-Reporter la describió como «atrevida, audaz y reforzada con un golpeteo constante de la batería». Pat Baird de Record World escribió que «no te engañe la obscena guitarra y el ritmo palpitante, esta no es la típica pieza rock de Kiss, pero es otro éxito de Kiss con un gran potencial cruce de géneros. Un gran estribillo anima aún más». La revista Billboard destacó las guitarras funky, una batería potente y un toque disco y la calificó como «pegadiza».
Con el paso del tiempo, los críticos continuaron divididos. Jason Josefes de Pitchfork Media opinó que «todo [Dynasty] se puede resumir en la primera canción y su último gran éxito», que según él «no ha envejecido nada bien».  Chuck Klosterman de Grantland argumentó que suena como «si metieras un teclado Casio de 79 $ en una cueva y presionaras la función “Disco”». Sean Murphy de PopMatters la consideró «un título tan insípido, falto de inspiración y calculador que no podría ser tolerable en un principio». Greg Prato de AllMusic señaló que «no es mejor ni peor que cualquiera de los otros experimentos rock-conoce-disco de finales de los '70». El sitio web Ultimate Classic Rock remarcó que «es una canción muy pegadiza, aunque un poco chocante para los tradicionalistas». Carlos Marcos de El País la definió como «bombazo discotequero» y asumió que «seguro que el rey del género, Nile Rodgers (Chic), realizó una sonrisa cómplice al escucharla». La revista Classic Rock publicó que «ha resistido el paso del tiempo» y «es una gran canción, ¿Quién puede discutirlo?».

### Opinión de la banda
La inclusión de la canción en Dynasty provocó sentimientos enfrentados entre los miembros del grupo. Paul Stanley aclaró que «no era “Detroit Rock City”, ni “Love Gun”, pero me pareció un tema indiscutible [...] Era universal, una melodía que te enganchaba desde la primera vez que la oías. ¿Estaba pensada para que tuviera éxito? Sí, en última instancia sí. Pero ¿es que acaso eso es malo?». Peter Criss opinó que «la poca credibilidad que nos quedaba se fue por el retrete cuando la hicimos [...] Esa canción ha sido citada por MTV y VH1 como la peor cosa que Kiss haya hecho». Ace Frehley acordó que «no se ha mantenido tan bien en mi humilde opinión [...] Nunca me ha gustado y francamente odiaba tocarla en directo martilleando ese acorde durante cinco minutos, no solo por su monotonía, si no porque además me daba calambres en la muñeca». Por su parte, Gene Simmons, que ya había hecho patente su disgusto por tener que hacer los coros, sentenció que «odio tocar este tema aún. Estadios llenos de gente saltando como langostas en La Biblia llenos de tatuajes y piercings y yo mientras: “Do, do, do, do, do...”. A día de hoy sigo odiando esta canción», además sostuvo que «siempre ha sido importante para Kiss hacer lo que se sintiera. Y en esta ocasión, era sentirse como una prostituta».

## Recepción comercial
En los Estados Unidos, «I Was Made for Lovin' You» alcanzó el undécimo puesto del Billboard Hot 100 el mejor desde el séptimo alcanzado por la balada «Beth» y el octavo en el conteo de Cash Box Top 100. Su acogida comercial, sin embargo, fue mejor fuera de su país de origen, con la excepción del UK Singles Chart, donde únicamente llegó a la posición 50. La canción fue número uno los conteos de Argentina, Bélgica, Canadá, Nueva Zelanda y los Países Bajos, y subió hasta el dos en los de Alemania Occidental, Australia, Francia, Portugal, Suiza y Sudáfrica. Además, logró situarse en el top 10 en Austria, Italia y Noruega y entre los veinte más vendidos en España y Suecia. En 2024, el tema superó los mil millones de escuchas en Spotify.

## Presentaciones en directo y los medios

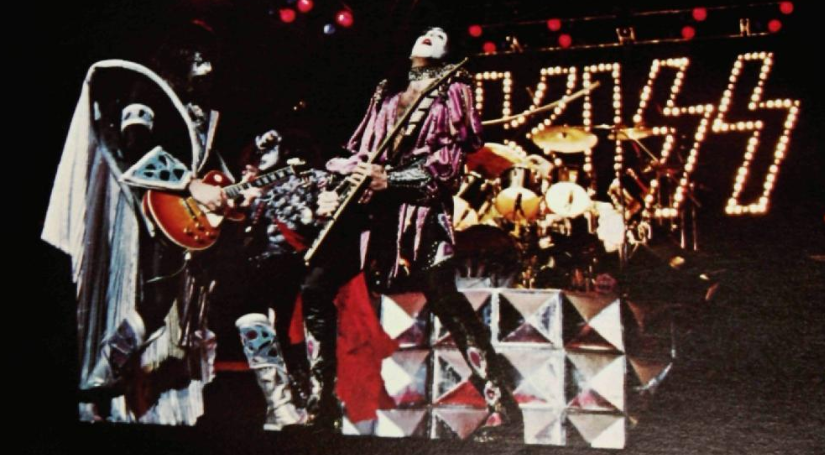
La banda durante uno de los concierto del Dynasty Tour, durante el cual la tocó por primera vez.

Kiss la interpretó en directo por primera vez el 15 de junio de 1979 en Lakeland, Florida, durante el Dynasty Tour y la siguió tocando hasta el Unmasked Tour inclusive. El grupo, con una formación distinta, no la volvería a interpretar hasta casi una década más tarde, en el Monsters of Rock Tour, por consejo de su entonces mánager Larry Mazer quien recordó que «ellos no querían hacerlo, así que tuve que ponerles una pistola en la cabeza y convencerles de que aunque había sido defectuosa una vez, ahora estaba genial». El tema no sería un fijo en su repertorio, pero aparecería de manera puntual en las giras de los álbumes Crazy Nights, Hot in the Shade y Revenge y en las posteriores a la reunión de la formación original.
Por su parte, la canción ha aparecido en series como Los Simpson, The Umbrella Academy y What If...?, así como en películas como Godzilla y Kong: el nuevo imperio, Why Him?, Mi cena con Hervé, Endless Love, That's My Boy y Scooby-Doo! and Kiss: Rock and Roll Mystery.

## Otras versiones

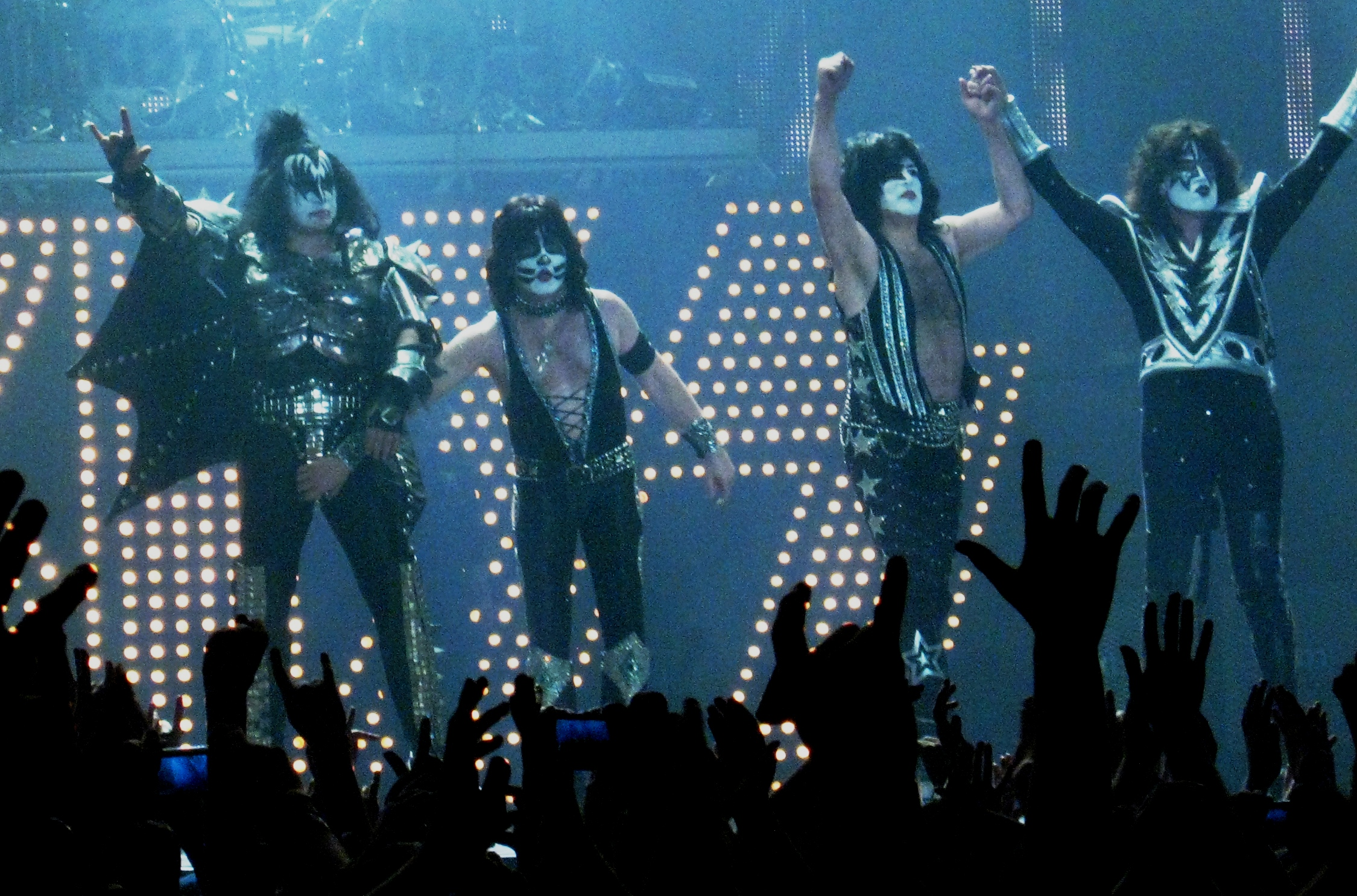
Kiss publicó una nueva versión del tema en 2008. En la fotografía la formación que la grabó —Gene Simmons, Eric Singer, Paul Stanley y Tommy Thayer—.

Además de la versión de Dynasty y de la edición extendida, «I Was Made for Lovin' You» ha aparecido en álbumes en directo como Alive III, Kiss Symphony: Alive IV junto a la Orquesta Sinfónica de Melbourne y Off The Soundboard: Virginia Beach. En 2008, la banda —formada entonces por Stanley, Simmons, el batería Eric Singer y el guitarrista Tommy Thayer— grabó varios de sus temas clásicos, entre ellos este, para el disco Jigoku Retsuden, publicado originalmente solo en Japón y posteriormente como CD adicional del álbum de estudio Sonic Boom.

### Versiones de otros artistas
«I Was Made for Lovin' You» es una de las canciones más versionadas de Kiss y así lo demuestra el variado número solistas y bandas que la han interpretado. Entre los artistas que la han grabado se encuentran Scooter, Maria Mena, Ankie Bagger cuyas versiones entrarían en varias listas europeas; Wig Wam, Paulina Rubio, Oliver Heldens, Ricki-Lee Coulter, Axxis, Embraze, Anna Vissi, Faster Pussycat, Skunk D.F., Helmut Lotti o Yungblud, cuya versión apareció en la película The Fall Guy. Por otras parte, otros artistas la interpretaron en otros idiomas como Menudo en español, Liliane Saint-Pierre en neerlandés y Les Enfoirés en francés, cuya versión alcanzó el top 5 en la lista belga. En 2009, Bruce Springsteen lanzó el tema «Outlaw Pete» que guardaba similitudes con «I Was Made for Lovin' You», sin embargo, Kiss no emprendió acciones legales porque según Simmons «hay gente a la que no demandamos [...] ¿Cómo decidimos a quién demandar y a quién no? Nos gusta Springteen, no le demandamos».

## Formatos
| Sencillo de 7 pulgadas |                             |                                          |          |  |
| N.º                    | Título                      | Escritor(es)                             | Duración |  |
| 1.                     | «I Was Made for Lovin' You» | Paul Stanley, Desmond Child, Vini Poncia | 3:57     |  |
| 2.                     | «Hard Times»                | Ace Frehley                              | 3:31     |  |

| Sencillo de 12 pulgadas |                             |                            |          |  |
| N.º                     | Título                      | Escritor(es)               | Duración |  |
| 1.                      | «I Was Made for Lovin' You» | Stanley, Child, Poncia     | 7:54     |  |
| 2.                      | «Charisma»                  | Gene Simmons, Howard Marks | 4:26     |  |

- Fuente: The Official Price Guide to Kiss Collectibles.[22]

## Posicionamiento en listas
| País                | Lista                          | Mejor posición | Ref.   |
| ------------------- | ------------------------------ | -------------- | ------ |
| Alemania Occidental | German Singles Chart           | 28             | [ 50 ] |
| Argentina           | Lista de sencillos             | 1              | [ 45 ] |
| Australia           | Kent Report Singles Chart      | 2              | [ 51 ] |
| Austria             | Singles Top 75                 | 6              | [ 56 ] |
| Bélgica             | Ultratop 50 Flanders           | 1              | [ 46 ] |
| Canadá              | Canadian Singles Chart         | 1              | [ 47 ] |
| España              | 100 Canciones                  | 17             | [ 59 ] |
| Francia             | Top 200 Singles                | 2              | [ 52 ] |
| Estados Unidos      | Billboard Hot 100              | 11             | [ 42 ] |
| Estados Unidos      | Billboard Hot Dance Club Songs | 37             | [ 42 ] |
| Estados Unidos      | Cash Box Top 100 Pop Singles   | 8              | [ 43 ] |
| Italia              | Musica e dischi                | 9              | [ 57 ] |
| Noruega             | Topp 20 Låt                    | 10             | [ 58 ] |
| Nueva Zelanda       | Recorded Music NZ              | 1              | [ 48 ] |
| Países Bajos        | Single Top 100                 | 1              | [ 49 ] |
| Portugal            | Top 50 Singles                 | 2              | [ 53 ] |
| Reino Unido         | UK Singles Chart               | 50             | [ 44 ] |
| Sudáfrica           | Springbok Radio                | 2              | [ 55 ] |
| Suecia              | Sverigetopplistan              | 19             | [ 60 ] |
| Suiza               | Schweizer Hitparade            | 2              | [ 54 ] |

| País           | Lista                        | Posición | Ref.    |
| -------------- | ---------------------------- | -------- | ------- |
| Australia      | Kent Report Singles Chart    | 2        | [ 100 ] |
| Canadá         | Canadian Singles Chart       | 8        | [ 101 ] |
| Estados Unidos | Billboard Hot 100            | 74       | [ 102 ] |
| Estados Unidos | Cash Box Top 100 Pop Singles | 74       | [ 103 ] |
| Nueva Zelanda  | Recorded Music NZ            | 6        | [ 104 ] |
| Suiza          | Schweizer Hitparade          | 16       | [ 105 ] |

## Certificaciones
| País                       | Certificación | Ref.    |
| -------------------------- | ------------- | ------- |
| Alemania (BVMI)            | Platino       | [ 106 ] |
| Australia (ARIA)           | Platino       | [ 107 ] |
| Brasil (Pro-Música Brasil) | Oro           | [ 108 ] |
| Canadá (Music Canada)      | Oro           | [ 109 ] |
| Dinamarca (IFPI Dinamarca) | Oro           | [ 110 ] |
| España (PROMUSICAE)        | Platino       | [ 111 ] |
| Estados Unidos (RIAA)      | Oro           | [ 112 ] |
| Italia (FIMI)              | Platino       | [ 113 ] |
| Japón (RIAJ)               | Oro           | [ 114 ] |
| Nueva Zelanda (RIANZ)      | Doble platino | [ 115 ] |
| Países Bajos (NVPI)        | Oro           | [ 116 ] |
| Reino Unido (BPI)          | Platino       | [ 117 ] |